# الطريق الوطنية رقم 1 (المغرب)
الطريق الوطنية رقم 1 هي طريق وطنية تربط بين طنجة والكويرة، ويبلغ طولها الإجمالي 2379 كلم. وهي أطول طريق وطنية في المغرب، فهي تربط بين طنجة في أقصى الشمال المغربي، وبين المعبر الحدودي الكركرات في أقصى الجنوب المغربي، وهي الطريق التي يستخدمها السائقون للوصول لدول غرب إفريقيا كموريتانيا، والسنغال.

## الفروع
- الطريق الوطنية رقم 1 (أ): من العرائش إلى القصر الكبير على طول 34 كلم.
- الطريق الوطنية رقم 1 (ب): من الطريق الوطنية رقم 1 إلى مدينة الداخلة على طول 31 كلم.

## الطرق السريعة
تتوفر الطريق الوطنية رقم 1 على الطرق السريعة التالية:
- الطريق السريع القصر الكبير - العرائش (2×2)
- الطريق السريع القنيطرة - سلا على طول 45 كلم (2×2)
- الطريق السريع تغازوت - تيزنيت على طول 120 كلم (2×2)
- الطريق السريع تيزنيت - العيون على طول 555 كلم (2×2)
- الطريق السريع العيون - المرسى على طول 23 كلم (2×2)